# ベネディクトゥス1世 (ローマ教皇)
ベネディクトゥス1世（Benedictus I, ? - 579年7月30日）は、第62代ローマ教皇（在位：575年6月2日 - 579年7月30日）。
ベネディクトゥス1世はボニファティウスという名前の人物の子供に生まれたため、ギリシャではボノスス（Bonosus）と呼ばれた。ランゴバルド人による侵略のために、ローマの教皇庁とコンスタンティノポリスの東ローマ帝国皇帝との間の連絡が取り難くなったため、しばらくの間、教皇選挙の結果を皇帝に認証してもらうことができなかった。そのため、前のヨハネス3世が亡くなってからおよそ11か月間もの教皇空位ができてしまい、ベネディクトゥス1世が実際に教皇に即位したのは575年6月2日のことだった。在位期間は4年1か月28日に及んだ。
ランゴバルド人による侵略があった後には飢饉が起こり、ベネディクトゥス1世は相次ぐ災難に対処する途中で亡くなったと推測されている。遺体はサン・ピエトロ大聖堂の玄関ホールに葬られた。12月に執り行われたセレモニーでは、15人の司祭、3人の助祭、21人の司教が任命された。
現在まで、ベネディクトゥスの名を冠する教皇が16人、対立教皇が2人いる。しかしこのうち、このベネディクトゥス1世にちなんで命名された者はあまり多くはない。他の多くはむしろベネディクト会を創設したヌルシアのベネディクトゥスにちなんだものである。特にベネディクト16世は選出後、彼の名は第一次世界大戦後の混乱期に教会を導いたベネディクトゥス15世とヌルシアのベネディクトゥスにちなんで命名したと明言している。